# Jens Christian Svabo
Jens Christian Svabo (* 1746 in Miðvágur, Färöer; † 14. Februar 1824 in Tórshavn) war der erste Gelehrte, der sich mit der färöischen Sprache beschäftigte. Er gilt als Pionier der färöischen Lexikographie und ist einer der frühen färöischen Ethnographen.

## Leben
Jens Christian Svabo war der Sohn von Pastor Hans Christophersen Svabonius (1702–1764) und Armgard Maria Samuelsdatter, geborene Weyhe. Sie war die Tochter von Samuel Pedersen Lamhauge (1676–1755), der von 1706 bis 1752 Løgmaður auf den Färöern war.
Nach seinem Abschluss an der Lateinschule zu Tórshavn 1765, ging Svabo nach Kopenhagen, wo er 1767 sein philosophisches Examen ablegte. Neben seinen naturkundlichen und ökonomischen Studien beschäftigte er sich vor allem mit der färöischen Sprache und schrieb das erste Wörterbuch, das Dictionarium Færoense (Färöisch-Dänisch-Latein), von dem fünf Manuskripte erhalten sind (von vermutlich sieben), woraus Christian Matras ca. 200 Jahre später eine gedruckte Ausgabe kompilierte, die 1966 erschien.
Bereits 100 Jahre später nahm Svend Grundtvig Svabos Wörterbuchmanuskripte als Grundlage für sein Lexicon Færoense (1887–1888). Diese Arbeit bildete die Grundlage für alle weiteren färöischen Wörterbücher (z. B. von Jakob Jakobsen 1891, Christian Matras 1961, Jóhan Hendrik Winther Poulsen 1998).
Über diese „brotlose Kunst“ vergaß er aber sein „Brotstudium“, wie sein Biograf J. Bloch 1882 formulierte. 1771 und 1772 verdingte er sich dann als Privatlehrer beim Grafen Gustav Holck-Winterfeldt. Es folgten einige ökonomische Schriften.
1781 bis 1782 reiste Svabo auf Geheiß Königs Christian VII. zurück auf die Färöer um einen Bericht über ihre natürlichen und wirtschaftlichen Grundlagen anzufertigen. Hier war er in seinem Element. Ganze sieben Bände füllten seine Indberetninger fra en Reise i Færø 1781-82, kamen aber – bis auf einen Abschnitt 1785 – zu seinen Lebzeiten nicht mehr zum Druck. Sie dienten aber als eine der Grundlagen für Jørgen Landts Färöerbuch von 1800.
Das Bedeutendste an diesem Werk war Svabos Niederschrift von 50 färöischen Balladen, als deren „Entdecker“ er für die Außenwelt gilt, weil er erstmals ihren Wert erkannte. Eine Abschrift dieser Sammlung kaufte Kronprinz Frederik (später Frederik VI.) für die damals beträchtliche Summe von 50 Dänischen Reichstalern, was 2 Reichstaler pro Bogen bedeutete.
Aber der Ruhm blieb Svabo verwehrt. Eine ihm versprochene Beförderung blieb aus, und so lebte er in relativer Armut, bis er Kopenhagen endlich verließ, um auf den Färöern in bitterer Armut zu leben. Nur von Zeit zu Zeit bekam er mal etwas Unterstützung von der Armenkasse der Rentenkammer, war ansonsten auf die Barmherzigkeit seiner Verwandten angewiesen.
Jens Christian Svabo starb unverheiratet am 14. Februar 1824 in Tórshavn.

## Werke
- Christian Matras (Hrsg.): Svabos færøske visehaandskrifter. Gyldendal, Kopenhagen 1939, 535 S. (Samfund til Udgivelse af Gammel Nordisk Litteratur; LIX) - „Svabos Handschriften der färöischen Volksweisen“
  - Ders.: Svabos glossar til færøske visehaandskrifter. Kopenhagen 1943. 85 S. (Samfund til Udgivelse af Gammel Nordisk Litteratur; 60) - „Svabos Glossar zu den färöischen Volksweisen“
- Ders.: Dictionarium Færoense - færøsk-dansk-latinsk ordbog. Munksgaard, Kopenhagen 1966–70, 2 Bände (Færoensia, Textus & investigationes, 7-8) - „Färöisches Wörterbuch - Färöisch-Dänisch-Lateinisches Wörterbuch“
- Indberetninger fra en Reise i Færøe 1781 og 1782. C.A. Reitzels Boghandel, Kopenhagen 1976, 497 S. (unveränderter Nachdruck) - „Reisebericht von den Färöern 1781-1782“